# The End of an Ear
The End of an Ear – debiutancki album studyjny angielskiego muzyka Roberta Wyatta, wydany w 1970 roku nakładem CBS.

## Lista utworów
Opracowano na podstawie materiału źródłowego.
Poszczególne utwory zadedykowane zostały różnym osobom: przyrodniemu bratu Roberta Wyatta Markowi Ellidge’owi; piosenkarce i autorce piosenek Bridget St John; Daevidowi Allenowi i Gilli Smyth z Gongu; puzoniście Nickowi Evansowi, byłemu członkowi Soft Machine; grupie Caravan i współpracującemu z nią Jimmy’emu Hastingsowi; zespołowi The Whole World Kevina Ayersa; pianistce i kompozytorce Carli Bley, piosenkarce i aktorce Marshii Hunt, artystce i aktywistce Caroline Coon.
Wydanie LP:
Strona A
| Nr | Tytuł utworu                        | Muzyka       | Długość |
| -- | ----------------------------------- | ------------ | ------- |
| 1. | „Las Vegas Tango Part One (Repeat)” | Gil Evans    | 8:13    |
| 2. | „To Mark Everywhere”                | Robert Wyatt | 2:26    |
| 3. | „To Saintly Bridget”                | Robert Wyatt | 2:22    |
| 4. | „To Oz Alien Daevyd and Gilly”      | Robert Wyatt | 2:09    |
| 5. | „To Nick Everyone”                  | Robert Wyatt | 9:12    |
|    |                                     |              | 24:22   |

Strona B
| Nr | Tytuł utworu                                                         | Muzyka       | Długość |
| -- | -------------------------------------------------------------------- | ------------ | ------- |
| 1. | „To Caravan and Brother Jim”                                         | Robert Wyatt | 5:21    |
| 2. | „To the Old World (Thank You For the Use of Your Body, Goodbye)”     | Robert Wyatt | 3:18    |
| 3. | „To Carla, Marsha and Caroline (For Making Everything Beautifuller)” | Robert Wyatt | 2:47    |
| 4. | „Las Vegas Tango Part 1”                                             | Gil Evans    | 11:13   |
|    |                                                                      |              | 22:39   |

## Twórcy
Opracowano na podstawie materiału źródłowego.
Muzycy:
- Robert Wyatt – perkusja, fortepian, organy, śpiew
- Elton Dean – saksofon altowy, saxello
- Marc Charig – kornet
- David Sinclair – organy
- Neville Whitehead – kontrabas
- Mark Ellidge – fortepian
- Cyrille Ayers – instrumenty perkusyjne

Produkcja:
- Robert Wyatt - produkcja muzyczna
- Vic Gamm – inżynieria dźwięku